# Chó do Guri
Maria de Fátima – besser bekannt unter ihrem Pseudonym Chó do Guri – (* 24. Januar 1959 in Quibala, Provinz Cuanza Sul, Portugiesisch-Angola; † 7. Juli 2017 in Luanda) war eine angolanische Dichterin und Schriftstellerin.

## Leben
Maria de Fátima wurde am 24. Januar 1959 in der Kleinstadt Quibala in der Provinz Cuanza Sul der portugiesischen Kolonie Angola geboren. Mit zwei Jahren zog Fátima mit ihrer Mutter in die Hauptstadt Luanda, wo beide zunächst im Stadtteil Bairro Opérario lebten. Mit vier Jahren gab die Mutter Fátima in ein Haus für benachteiligte Kinder, weil sie sie nicht mehr ernähren konnte. Fátima wuchs dort auf und absolvierte ihre Schulausbildung in Luanda.
Nach ihrer Schulausbildung studierte Fátima zunächst Soziale Arbeit an der Universidade Aberta in Lissabon. 1988 veröffentlichte Fátima unter ihrem Pseudonym ihr erstes Gedicht in der Zeitschrift Mural, eine Zeitschrift der angolanischen Studierendenorganisation in Portugal. Fortan konzentrierte sich Fátima vor allem aufs Schreiben und veröffentlichte zahlreiche Werke. Den ersten Sammelband ihrer Gedichte brachte sie 1996 unter dem Titel Vivências heraus.
Für ihren Roman Chiquito de Camuxiba gewann sie 2003 den Preis für afrikanische Literatur auf Portugiesisch des Instituto Marquês de Valle Flor.
Mit Unterstützung des 2009 eingerichteten Goethe-Instituts in der angolanischen Hauptstadt Luanda, ließ Fátima ihr Werk A filha do Alemão auch ins Deutsche übersetzen.

## Werke
- Vivências (1996, Gedichte)
- Bairro Operário – a minha história (1998, Erzählungen)
- Morfeu (2000, Gedichte)
- Chiquito de Camuxiba (2006, Roman)
- Na Boca Árida da kyanda (2006, Gedichte)
- A filha do Alemão (2007, Roman[4])
- Songuito e Katite (2009, Kinderbuch)
- O Cambulador (2013, Roman[5])
- Pulas, Bumbas, Companhia Limitada e muita Cuca (2016, Roman[6])